# Habemus papam
A habemus papam (kiejtése a hagyományos latin kiejtés szerint: „hábemusz pápám”; a Vatikánban általánosan használt, olaszos latin kiejtés szerint (a jelenkori bejelentések így hangzanak el): „ábemusz pápám”; a kifejezés jelentése: „van pápánk”) a katolikus egyházban az új pápa megválasztását bejelentő rítus, amelyre a konklávét követően kerül sor. A bejelentést mindig a protodiakónus bíboros teszi latin nyelven a Szent Péter-bazilika erkélyéről. A bejelentés után megjelenik a megválasztott új pápa ugyancsak a Szent Péter-bazilika balusztrádján, és az első Urbi et Orbi áldását adja a téren összegyűltek jelenlétében.

## A bejelentés formája

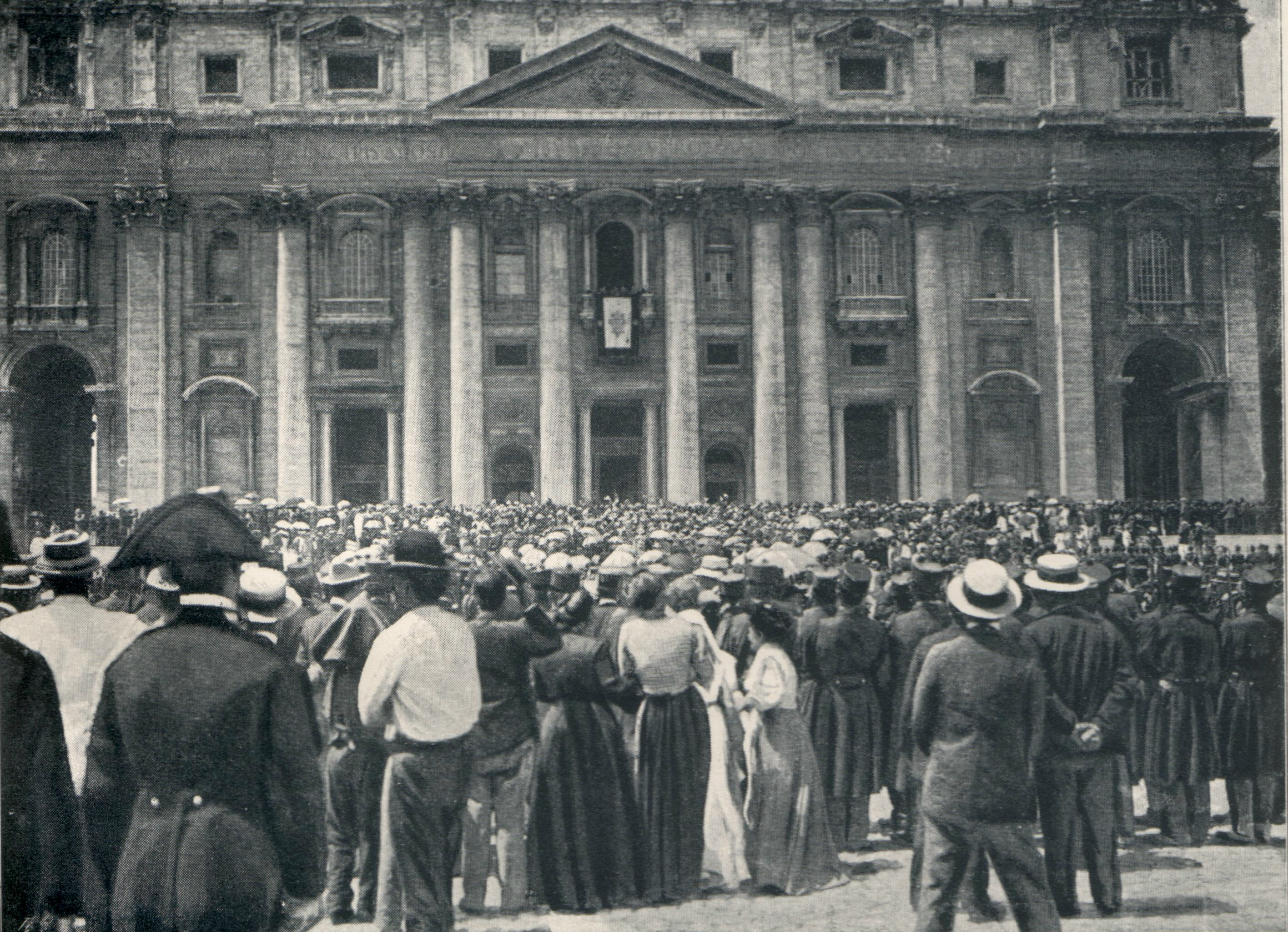
Luigi Macchi bíboros bejelenti X. Piusz pápa megválasztását 1903-ban

A bejelentés pontos szövege a következőképp hangzik:
Annuntio vobis gaudium magnum:
habemus papam!
Eminentissimum ac reverendissimum dominum,
dominum [keresztnév],
Sanctæ Romanæ Ecclesiæ cardinalem [vezetéknév],
qui sibi nomen imposuit [pápai név].
Ez magyarul így hangzik:
Nagy örömhírt mondok nektek:
van pápánk!
Őeminenciája és őméltósága [keresztnév] úr,
a Szent Római Egyház [vezetéknév] kardinálisa,
aki magának a [pápai név] nevet választotta.
A bejelentéskor a keresztnevet latinul mondják be (például Georgium Marium), utána következik a vezetéknév bemondása pontosan, a megválasztott anyanyelve szerinti formában (például Bergoglio). A pápai nevet – amit az újonnan megválasztott pápa választ magának – latinul mondják be (például [nomen] imposuit Franciscum – azaz „a Ferenc [nevet választotta]”).
A legújabb habemus papam-bejelentést kibővítették azzal, hogy a hagyományos szöveg elé beillesztették a következő szöveget:
- „Fratelli e sorelle carissimi.” (Olaszul)
- „Queridísimos hermanos y hermanas.” (Spanyolul)
- „Bien chers frères et sœurs.” (Franciául)
- „Liebe Brüder und Schwestern.” (Németül)
- „Dear brothers and sisters.” (Angolul)

Ez után az öt mondat után következik a hagyományos bejelentés szövege: Annuntio vobis gaudium magnum…

## A Habemus papam bejelentői
A Habemus papam bejelentése mindig a protodiakónus bíboros joga, aki a bíborosi testület három rendje közül a legalacsonyabbnak, a diakónus bíborosok rendjének a rangidőse. Az utóbbi két évszázadban ezek a következők voltak:
- XIII. Kelemen pápa megválasztását 1758-ban, XIV. Kelemen pápáét 1769-ben és VI. Piusz pápáét 1775-ben Alessandro Albani bíboros,
- VII. Piusz pápa megválasztását 1800-ban Antonio Doria Pamphilj bíboros,
- XII. Leó pápa megválasztását 1823-ban Fabrizio Ruffo bíboros,
- VIII. Piusz pápa megválasztását 1829-ben és XVI. Gergely pápa megválasztását 1831-ben Giuseppe Albani bíboros,
- IX. Piusz pápa megválasztását 1846-ban Tommaso Riario Sforza bíboros,
- XIII. Leó pápa megválasztását 1878-ban Prospero Caterini bíboros,
- X. Piusz pápa megválasztását 1903-ban Luigi Macchi bíboros,
- XV. Benedek pápa megválasztását 1914-ben Francesco Salesio Della Volpe bíboros,
- XI. Piusz pápa megválasztását 1922-ben Gaetano Bisleti bíboros,
- XII. Piusz pápa megválasztását 1939-ben Camillo Caccia Dominioni bíboros,
- XXIII. János pápa megválasztását 1958-ban Nicola Canali bíboros,
- VI. Pál pápa megválasztását 1963-ban Alfredo Ottaviani bíboros,
- I. János Pál pápa és II. János Pál pápa megválasztását 1978-ban Pericle Felici bíboros,
- XVI. Benedek pápa megválasztását 2005-ben Jorge Arturo Medina Estévez bíboros,
- Ferenc pápa megválasztását 2013-ban Jean-Louis Tauran bíboros jelentette be.
- XIV. Leó pápa megválasztását 2025-ben Dominique Mamberti bíboros jelentette be.

## Filmográfia
2011-ben film készült "Habemus papam - Van pápánk!" címmel.
A 2019-es "A két pápa" című filmben kétszer is szerepel a bejelentés - XVI. Benedek és Ferenc megválasztásakor.